# Estadio Departamental Libertad
El Estadio Departamental Libertad es el escenario que utiliza el equipo Deportivo Pasto y Deportivo Pasto Femenino para jugar sus partidos oficiales. Está ubicado en la Avenida Panamericana, salida sur de San Juan de Pasto. El estadio es propiedad del Departamento de Nariño y fue inaugurado en 1954 bajo el nombre de "13 de junio" pero tres años más tarde a la caída de la dictadura del General Rojas Pinilla el estadio pasó a llamarse "Estadio Libertad".
El escenario deportivo ha sufrido varias remodelaciones desde el ascenso del Deportivo Pasto a la Liga Colombiana en 1999, siendo la más reciente completada en 2019 y que lo dejó con su capacidad actual de 20.000 espectadores sentados, para cumplir con los estándares de FIFA. Anteriormente, el estadio tuvo una gran remodelación con motivo de la participación del Deportivo Pasto en la Copa Libertadores 2007 quedando con una capacidad máxima en ese momento de 25 000 espectadores. 
Tiene césped natural y unas dimensiones del campo de juego de acuerdo a las dimensiones FIFA. Además de ser sede del equipo Deportivo Pasto y Deportivo Pasto Femenino es el principal escenario de la ciudad donde se celebran actos deportivos y culturales como el evento del 3 de enero, 'Canto a la Tierra' del Carnaval de Negros y Blancos.

## Historia
El estadio fue inaugurado en 1954 bajo el gobierno de Gustavo Rojas Pinilla, con el liderazgo del Secretario de Obras Públicas del Departamento, Mayor José Bernardo Daste Paredes, tal y como consta en la placa conmemorativa que hoy se exhibe a las afueras de la estructura. El diseño en concreto fue obra del ingeniero colombiano Guillermo González Zuleta. El nombre que se le dio al estadio inicialmente fue el de "13 de junio", recordatorio del día que se posesionó el general Gustavo Rojas Pinilla en el gobierno colombiano. Tres años más tarde el nombre fue cambiado al terminar la dictadura del general, llamándolo 'Estadio Libertad'.
En la década del 70, se inaugura en el estadio la tribuna de oriental o de sol, bautizada con el nombre de 'Tribuna Carlos Moreno López', en homenaje al periodista y locutor, recientemente fallecido para esa época y parte de ella fue denominada "la tribuna de los gorriones" pues en ella se daba entrada gratuita a todos los niños.

## Remodelaciones
El Estadio ha sido remodelado en tres ocasiones:

### Remodelación del 2000
La primera remodelación se hizo en el 2000 para la realización de los Juegos Nacionales.

### Remodelación del 2005 2006
luego se realizó una segunda fase en los años 2005 y 2006, con motivo de la participación de Deportivo Pasto en la Copa Libertadores 2007 donde se construyó la Tribuna Norte y la última fase en 2007 la Tribuna Sur.

### Remodelación del 2007 2008
La última remodelación, con motivo de la participación del Deportivo Pasto en la Copa Libertadores 2007, incluyó la construcción de la tribuna sur, la ampliación del área del terreno de juego –eliminando la pista atlética que permaneció inconclusa hasta su desaparición–, y se proyectaron algunas mejoras a la tribuna occidental, entre las cuales figuraron la instalación de silletería, la creación de una serie de nuevos palcos para la prensa y un edificio con ascensor para la entrada de acceso para prensa y directivos. Las ampliaciones proyectadas no pudieron completarse sino hasta finales de 2007, y quedaron disponibles totalmente hasta 2008.

### Remodelación 2018
Se están proyectando nuevas remodelaciones al escenario deportivo en las cuales se adecuará el estadio regido a las normas FIFA de seguridad. Entre las adecuaciones se incluirá la instalación de un techo para todas las tribunas (actualmente sólo la tribuna occidental cuenta con una cubierta en concreto armado, que fue construida en 1953); también se construirá palcos de TV y de radio para la tribuna oriental y se reconstruirá los palcos ya existentes en la occidental, también se hará mejoramiento del sistema de iluminación cambiándolos a led, instalación de silletería en todas las tribunas, accesos al estadio, instalaciones sanitarias, camerinos totalmente renovados, salida FIFA, cambio de drenaje y gramilla, cambio de porterías, instalación de pantallas tanto en la tribuna norte y sur y remodelación de la tribuna oriental. El 6 de agosto de 2017 el gobernador Camilo Romero aprovechando el compromiso que disputaba Deportivo Pasto vs América de Cali, anunció que 15 000 millones de pesos serán destinados para la remodelación del máximo escenario de los pastusos.

## Acontecimientos importantes
En el 2000 fue sede de los Juegos Nacionales, cuyo acto inaugural se hizo el 19 de noviembre del 2000.
En este escenario se han disputado tres finales del Fútbol Profesional Colombiano. La primera en el  2002-II, en la cual se consagró campeón el Deportivo Independiente Medellín tras empatar el primer partido con el Deportivo Pasto (1-1) el 22 de diciembre de ese año. (Juego de vuelta a favor de Medellín (2-0). La segunda final se disputó el 25 de junio de 2006 en la cual se coronó por primera vez campeón el Deportivo Pasto tras ganar en el juego de ida de 2006-I (1-0) contra el Deportivo Cali en condición de visitante y haber empatado en el juego de vuelta(1-1), partido disputado en la ciudad de Pasto. Y la tercera final fue en 2012-I, puesto que el Deportivo Pasto jugó en condición de local en el partido de ida de la final disputada entre este equipo y el Independiente Santa Fe, con un discutido arbitraje.
Además en este estadio se diputaron los tres partidos de local del Deportivo Pasto en la Copa Libertadores de América de 2007, frente a Santos de Brasil, Gimnasia y Esgrima de la Plata de Argentina y Defensor Sporting de Uruguay y las dos participaciones de copa sudamericana de 2003 y 2013.

## Conciertos
En enero de 2005 se presentó Hector el Bambino
El 20 de noviembre de 2009 se presentó Gilberto Santa Rosa
En enero de 2010 se presentó Vicente Fernandez.
El 15 de mayo de 2015 se presentó el artista de reguetón Puerto Riqueño Nicky Jam.
El 28 de diciembre de 2016 se presentó el artista de reguetón Puerto Riqueño Arcángel.
El 26 de abril de 2018 se presentaron Los Hombres G y Enanitos Verdes por el tour "Huevos Revueltos"
El 14 de mayo de 2018 se presentaron Los Tigres del Norte.
El 17 de agosto de 2018 se presentaron Vilma Palma e Vampiros y La Mosca Tse-Tse, 
El 23 de noviembre de 2018 se presentó el grupo de folk metal Mägo de Oz
El 4 de enero de 2019 se presentó los artistas Yeison Jiménez, Maelo Ruiz, Ñejo y Silvestre Dangond en el super concierto de carnavales.
El 1 de marzo del 2019 se presentó el artista Puerto Riqueño Marc Anthony.
El 6 de enero de 2022 se presentó el artista Mexicano Christian Nodal.

## Acceso
Se puede llegar al estadio por autobús con las rutas.
E5, C5, C10, C8, C12 y 
C7.
Por su estratégica ubicación al lado de la ruta Panamericana, el acceso en auto está en sentido norte-sur y sur-norte por esta misma autopista. No se cierran vías durante los eventos al menos que sean de carácter masivo.